# Gaio-Rosário e Sarilhos Pequenos
Gaio-Rosário e Sarilhos Pequenos (oficialmente, União das Freguesias de Gaio-Rosário e Sarilhos Pequenos) é uma freguesia portuguesa do município da Moita, com 14,12 km² de área e 2292 habitantes (censo de 2021). A sua densidade populacional é 162,3 hab./km².

## História
Foi criada aquando da reorganização administrativa de 2012/2013, resultando da agregação das antigas freguesias de Gaio-Rosário e de Sarilhos Pequenos:

## Demografia
A população registada nos censos foi:
| Distribuição da População por Grupos Etários | Distribuição da População por Grupos Etários | Distribuição da População por Grupos Etários | Distribuição da População por Grupos Etários | Distribuição da População por Grupos Etários |
| -------------------------------------------- | -------------------------------------------- | -------------------------------------------- | -------------------------------------------- | -------------------------------------------- |
| Ano                                          | 0-14 Anos                                    | 15-24 Anos                                   | 25-64 Anos                                   | > 65 Anos                                    |
| 2001                                         | 260                                          | 226                                          | 1105                                         | 445                                          |
| 2011                                         | 401                                          | 216                                          | 1294                                         | 466                                          |
| 2021                                         | 328                                          | 256                                          | 1191                                         | 517                                          |

À data da junção das freguesias, a população registada no censo anterior (2011) foi:
| Freguesia atual                                          | Freguesia atual  | Freguesia atual | Freguesias antigas | Freguesias antigas | Freguesias antigas |
| Freguesia                                                | População (2011) | Área (km²)      | Freguesia          | População (2011)   | Área (km²)         |
| -------------------------------------------------------- | ---------------- | --------------- | ------------------ | ------------------ | ------------------ |
| União das Freguesias de Gaio-Rosário e Sarilhos Pequenos | 2377             | 14,12           | Gaio-Rosário       | 1227               | 10,33              |
| União das Freguesias de Gaio-Rosário e Sarilhos Pequenos | 2377             | 14,12           | Sarilhos Pequenos  | 1150               | 3,79               |